# Non giocate con il cactus
Non giocate con il cactus (O.C. and Stiggs) è un film statunitense del 1985 diretto da Robert Altman.

## Trama
Oliver, soprannominato O.C., e Stiggs sono due ragazzi molto amici fra loro, che vivono in una cittadina dell'Arizona. O.C. abita col vecchio nonno arzillo, ma un po' svanito, il quale, ridotto in miseria da un cattivo assicuratore, Randal Schwab, è costretto ad andare all'ospizio. Per questo motivo Schwab è odiato dai due ragazzi, che perseguitano in mille modi sia lui che la sua stramba famiglia. Un giorno essi portano in dono alla figlia di Schwab, per le sue nozze, una vera mitragliatrice, e un'altra volta attaccano la lussuosa villa del loro nemico con armi vere e fuochi d'artificio, aiutati da un amico pazzoide, Sponson, che commercia in residuati bellici (oltre che in droga) e partecipa alle loro operazioni belliche con un elicottero. Naturalmente, alla fine della baraonda, non ci saranno vittime, ma solo molti danni; però il borioso Schwab ha avuto una grande paura e ha cercato invano riparo nel suo rifugio antiatomico. Intanto i due ragazzi hanno conosciuto un celebre creatore di moda, Pat Coletti, al quale hanno per caso suggerito il nome per la sua prossima collezione, e Oliver ha iniziato una storia d'amore con una bella ragazza, Michelle. Poiché Coletti compensa i suoi ispiratori con una grossa somma di denaro, il nonno di O.C. può lasciare l'ospizio e tornare a vivere in casa col nipote, portandosi dietro una graziosa infermiera personale.